# Marratjärnen (Jörns socken, Västerbotten)
Marratjärnen är en sjö i Skellefteå kommun i Västerbotten och ingår i Kågeälvens huvudavrinningsområde.